# Paraphlepsius varispinus
Paraphlepsius varispinus är en insektsart som beskrevs av Hamilton 1972. Paraphlepsius varispinus ingår i släktet Paraphlepsius och familjen dvärgstritar. Inga underarter finns listade i Catalogue of Life.